# 铂酸锂
铂酸锂是一种无机化合物，化学式为Li2PtO3。它具有层状蜂窝晶体结构，为带隙2.3eV的半导体，可由铂和碳酸锂于600°C反应得到。铂酸锂是潜在的锂离子电池电极材料，但因铂的价格相比于Li2MnO3太贵而无实际应用。